# Cité Malesherbes
Cité Malesherbes är en enskild gata i Quartier Saint-Georges i Paris nionde arrondissement. Gatan är uppkallad efter det hôtel particulier, vilket ägdes av den franske juristen och statsmannen Chrétien-Guillaume de Lamoignon de Malesherbes (1721–1794), som halshöggs under franska revolutionen. Cité Malesherbes börjar vid Rue des Martyrs 59 och slutar vid Rue Victor-Massé 22.

## Omgivningar
- Notre-Dame-de-Lorette
- Rue des Martyrs
- Rue Alfred-Stevens
- Rue Crétet

## Bilder
| - Chrétien-Guillaume de Lamoignon de Malesherbes. - Gatuskylt. - Notre-Dame-de-Lorette. |

## Kommunikationer
- Tunnelbana – linjerna   – Pigalle
- Busshållplats Rochechouart – Martyrs – Paris bussnät

### Webbkällor
- ”Cité Malesherbes”. Mairie de Paris. https://web.archive.org/web/20160303191802/http://www.v2asp.paris.fr/commun/v2asp/v2/nomenclature_voies/Voieactu/5879.nom.htm. Läst 24 november 2023.
- ”Cité Malesherbes (9ème arrondissement)”. Les rues de Paris. https://web.archive.org/web/20160406081228/http://www.parisrues.com/rues09/paris-09-cite-malesherbes.html. Läst 24 november 2023.